# Diepenbroek
Diepenbroek is een buurtschap  in de gemeente Helmond in de Nederlandse provincie Noord-Brabant. De buurtschap ligt ten westen van de stad Helmond, dicht bij de buurtschappen Berenbroek en Medevoort. Diepenbroek zal geheel verdwijnen als buurtschap voor de bouw van het nieuwe plandeel de Marke van de nieuwbouwwijk Brandevoort.
Hoofdplaats: Helmond

Wijken: Binnenstad · Helmond-Oost · Helmond-Noord · 't Hout · Brouwhuis · Helmond-West · Warande · Stiphout · Rijpelberg · Dierdonk · Brandevoort · Industriegebied Zuid

Buurtschappen: Berenbroek · Croy · De Weijer · Diepenbroek · Geeneind · Kloostereind · Kranenbroek · Kruisschot (Dierdonk) · Kruisschot (Stiphout) · Medevoort · Overbrug · Rijpelberg · Scheepstal 

Noord-Brabant: Steden en dorpen      Nederland: Provincies · Gemeenten